# Anagarypus australianus
Espèce
Anagarypus australianus est une espèce de pseudoscorpions de la famille des Garypidae.

## Distribution
Cette espèce est endémique d'Australie. Elle se rencontre sur des îles au Queensland et au Territoire du Nord.

## Description
Le mâle holotype mesure 2,75 mm, Anagarypus australianus mesure de 2,75 à 4,05 mm.

## Étymologie
Son nom d'espèce lui a été donné en référence au lieu de sa découverte, l'Australie.

## Publication originale
- Muchmore, 1982 : The genus Anagarypus (Pseudoscorpionida: Garypidae). Pacific Insects, vol. 24, no 2, p. 159-163 (texte intégral).